# Ripidistis

L'especiació de vertebrats del Devonià superior feu que sarcopterigis com Panderichthys tinguessin descendents com Eusthenopteron, que podia respirar aire en aigües fangoses poc profundes, i Tiktaalik, que amb les seves aletes semblants a potes podia sortir de l'aigua, precedint els primers amfibis tetràpodes com ara Acanthostega, que tenia potes amb vuit dígits; i Ichthyostega, amb potes desenvolupades que li permetien moure's per aiguamolls plens d'algues. Els sarcopterigis evolucionaren en els celacants, que encara viuen avui en dia.

Els ripidistis (Rhipidistia) són un clade de sarcopterigis, avantpassats dels tetràpodes. Els ripidists es consideraven com un subgrup de crossopterigis que incloïa els de Porolepiformes i Osteolepiformes, una definició considerada avui obsoleta.
Tanmateix, a mesura que el coneixement cladístic dels vertebrats ha augmentat al llarg de les últimes dècades, el grup Rhipidistia és considerat actualment monofilètic i inclou els dipnous i els tetràpodes.

## Taxonomia
Rhipidistia
- Dipnomorpha
  - Porolepiformes
    - Powichthys

  - Dipnoi
- Tetrapodomorpha
  - Rhizodontiformes
  - Osteolepidida
    - Osteolepiformes
      - Tristichopteridae
      - Elpistostegalia
        - Panderichthys
        - Tetrapoda

Tanmateix, és habitual classificar Tetrapoda i Rhipidistia com a tàxons germans en el si de Gnathostomata.